# Integração do Areal da Baronesa
AS Integração do Areal da Baronesa  foi uma escola de samba do carnaval de Porto Alegre, Rio Grande do Sul.

## História
A Academia de Samba Integração do Areal da Baronesa foi fundada em 26 de fevereiro de 1994. Suas cores eram maravilha, branco, dourado e prata. Em 2003 a escola solicitou o afastamento dos desfiles.

## Enredos
| Ano  | Colocação   | Grupo           | Enredo                                                                     | Ref.        |
| ---- | ----------- | --------------- | -------------------------------------------------------------------------- | ----------- |
| 1995 | Campeã      | Acesso          | Homenagem ao mestre Nery Caveira.                                          |             |
| 1996 | Campeã      | Intermediário B | "Muamba" - Falso ou verdadeiro, o que eles não fazem para ganhar dinheiro. | [ 1 ]       |
| 1997 | 3.º lugar   | Intermediário A | João Cândido, o almirante negro.                                           | [ 1 ]       |
| 1998 | 7.º lugar   | Intermediário A | A mágica sedução do dia da alegria - O Domingo.                            | [ 1 ]       |
| 1999 | 6.º lugar   | Intermediário A | Bate o tambor nessa África chamada Bahia.                                  | [ 1 ]       |
| 2000 | 8.º lugar   | Intermediário A | O Brasil feminino: Quinhentos anos de mulher.                              | [ 3 ]       |
| 2001 | 6.º lugar   | Intermediário B | A Areal pergunta: Qual é a tua bigode?                                     | [ 4 ]       |
| 2002 | 7.º lugar   | Intermediário B | A noite é uma criança.                                                     | [ 5 ] [ 6 ] |
| 2003 | Vice-campeã | Acesso          | O tema foi sobre as tradições da Festa de São João.                        | [ 7 ] [ 8 ] |

## Títulos
- Grupo Intermediário B: 1996[1]
- Grupo de Acesso: 1995